# Andrej Novotný
Andrej Novotný (8. října 1976 (Martin, Československo) je bývalý slovenský hokejista. Hraje na postu obránce. Momentálně (2012) je volným hráčem.

## Hráčská kariéra
- 1995-1996 SK Žilina (1. liga)
- 1996-1997 SK Žilina (1. liga), MHC Martin (Extraliga)
- 1997-1998 MHC Martin (Extraliga)
- 1998-1999 MHC Martin (Extraliga)
- 1999-2000 HC ČSOB Pojišťovna Pardubice
- 2000-2001 HC IPB Pojišťovna Pardubice
- 2001-2002 HC IPB Pojišťovna Pardubice
- 2002-2003 HC IPB Pojišťovna Pardubice
- 2003-2004 HC IPB Pojišťovna Pardubice HC CSKA Moskva, ŠKP Žilina
- 2004-2005 HC Moeller Pardubice
- 2005-2006 HC Moeller Pardubice
- 2006-2007 HC Moeller Pardubice , HC Hamé Zlín
- 2007-2008 HC Slovan Ústečtí Lvi (Extraliga)
- 2008-2009 HC GEUS OKNA Kladno, HC Slovan Ústečtí Lvi (1. liga), HC Děčín (2. liga)
- 2009-2010 HC Slovan Ústečtí Lvi (1. liga)
- 2010-2011 MHC Martin, HK SKP Poprad
- 2011-2012 HK SKP Poprad, HC Oceláři Třinec